# Кутлумбетово
Кутлумбетово — село в Переволоцком районе Оренбургской области России. Входит в состав Степановского сельсовета.

## География
Расположен в центральной части региона, по реке Большой Уран.

## История
Согласно Закону Оренбургской области от 2 сентября 2004 года № 1424/211-III-ОЗ «О наделении муниципальных образований Оренбургской области статусом муниципального района, городского округа, городского поселения, установлении и изменении границ муниципальных образований» Кутлумбетово включено в состав образованного муниципального образования «Степановский сельсовет».

## Население
| 2010 |
| ---- |
| 270  |

Проживают башкиры.

## Инфраструктура
Личное подсобное хозяйство.

## Транспорт
Просёлочные дороги.